# SN 1971I
SN 1971I – supernowa typu Ia odkryta 29 maja 1971 roku w galaktyce NGC 5055. Jej maksymalna jasność wynosiła 11,60m.